# محمدامین سراجی
محمدامین سراجی اقدم، (زاده: ۱۳۱۳ ش. /۱۹۳۴م. مهاباد- درگذشت: ۱۰ اردیبهشت ۱۳۹۰، ۲۹ مه ۲۰۱۰ استکهلم) نویسنده و مترجم کرد ایرانی. سراجی از دوران نوجوانی در دهه (۱۳۳۰ ش/۱۹۵۰ م) به عضویت سازمان جوانان حزب دمکرات کردستان درآمد. وی در دوران دانشجویی در دانشگاه تهران یکی از فعالان جنبش دانشجویی بود. پس از کشف فعالیت‌های وی و برای فرار از بازداشت توسط ساواک به کردستان ایران و از آنجا به کردستان عراق فرار کرد. سراجی سازمانده اصلی گروهی از حزب دموکرات کردستان بود که در کردستان ایران در دهه ۶۰ میلادی (سال‌های ۱۹۶۷–۱۹۶۸)، ۱۸ ماه علیه حکومت شاه، مسلحانه جنگیدند. سراجی در کردستان عراق دست به ترجمه مانیفست کمونیست برای اولین بار به زبان کردی زد که در کردستان عراق چاپ شد.
پس از انقلاب ایران سراجی عضو گروه مذاکره‌کننده با دولت ایران (پیرامون خودمختاری کردستان) بود. در این ملاقات ریاست هیئت نمایندگی کردها را قاسملو به عهده داشت و در آن غنی بلوریان و محمد امین سراجی اعضای دفتر سیاسی حزب عضویت داشتند. هیئت نمایندگی به دنبال ملاقات با خمینی، با مهندس مهدی بازرگان نیز ملاقات کرد و در مورد مسایل جاری مملکت به ویژه خودمختاری کردستان اطلاعیه‌ای منتشر کرد.
محمدامین سراجی تا سال ۱۹۸۰ عضو دفتر سیاسی و یکی از رهبران حزب دمکرات کردستان بود؛ محمد امین سراجی چهار ماه پس از برگزاری کنگره چهار حزب دمکرات کردستان ایران همراه با شمار دیگری از اعضای این حزب ازجمله غنی بلوریان انشعاب کردند و طی بیانیه ای تاسیس حزب دمکرت کردستان ایران - پیروان کنگره چهار را تشکیل دادند. محمد امین سراجی به همراه علی گلاویژ (عضو حزب توده) نقشی محوری را در نوشته بیانیه انشعاب پیروان کنگره چهار ایفا کردند. محمدامین سراجی چند ماه پس از انشعاب به همراه شمار دیگری از پیروان کنگره چهار به عضویت حزب توده ایران در آمد و در کنفرانس ملی این حزب در دهه ۸۰ میلادی به عضویت کمیته مرکزی حزب توده در آمد.

## آثار
محمدامین سراجی در اوایل دههٔ هفتاد میلادی مانیفست کمونیست را به زبان کردی ترجمه کرد. از وی آثار قلمی بسیاری برجای مانده که در روزنامه‌های کردستان: ارگان مرکزی حزب دمکرات کردستان، تیشک (ارگان تئوریک کمیتهٔ انقلابی)، مجله دنیا، روزنامه مردم، کردستان (ارگان مرکزی حزب دمکرات کردستان ایران ـ پیروان کنگرهٔ چهارم) و مجله صلح و سوسیالیزم به زبان‌های کردی و فارسی بر جای مانده است.